# Columbus Short

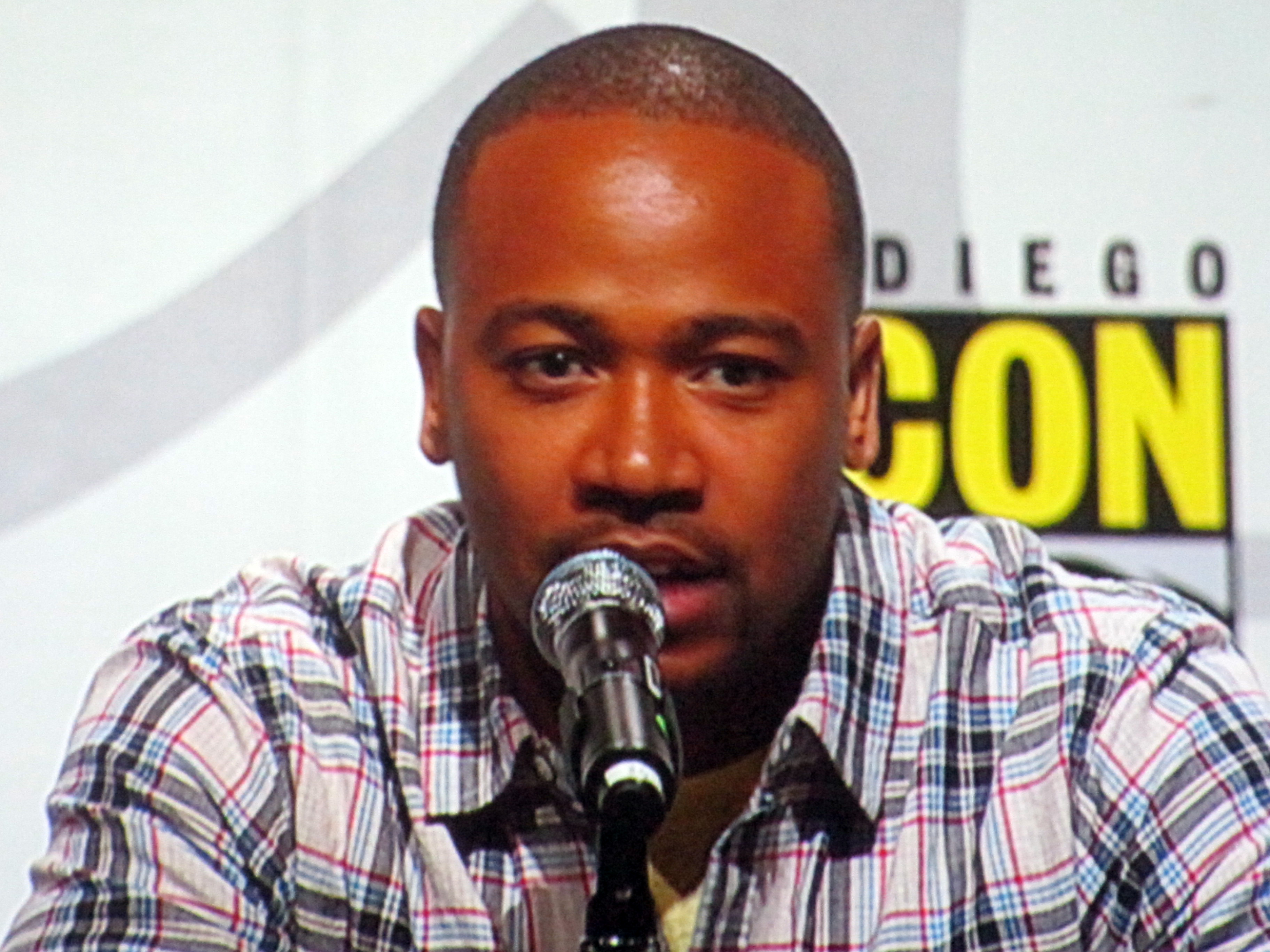
Columbus Short (2010)

Columbus Keith Short Jr. (* 19. September 1982 in Kansas City, Missouri) ist ein US-amerikanischer Schauspieler und Choreograf.

## Leben und Leistungen
Short zog als Kind nach Los Angeles und besuchte die Orange County High School of the Arts in Santa Ana. Er arbeitete als Choreograf unter anderem mit Britney Spears zusammen. Short wurde im Jahr 2004 für den American Choreography Award nominiert.
Short debütierte als Schauspieler im Tanzfilm Street Style aus dem Jahr 2004. Im Musikfilm Save the Last Dance 2 (2006) spielte er an der Seite von Izabella Miko und Jacqueline Bisset eine der größeren Rollen. Im Tanzfilm Stomp the Yard (2007) übernahm er die Hauptrolle von DJ, einem tanzbegabten Studenten mit krimineller Vergangenheit. Für diese Rolle wurde er in zwei Kategorien für den MTV Movie Award 2007 nominiert.

## Filmografie (Auswahl)
- 2005–2006: Raven blickt durch (That’s So Raven)
- 2004: Street Style (You Got Served)
- 2005: Krieg der Welten (War of the Worlds)
- 2006: S.H.I.T. – Die Highschool GmbH (Accepted)
- 2006: Save the Last Dance 2
- 2006–2007: Studio 60 on the Sunset Strip (Fernsehserie)
- 2007: Stomp the Yard
- 2007: This Christmas
- 2008: Quarantäne
- 2008: Cadillac Records
- 2009: Armored
- 2009: Whiteout
- 2010: Stomp the Yard 2
- 2010: Sterben will gelernt sein (Death at a Funeral)
- 2010: The Losers
- 2012–2014: Scandal (Fernsehserie, 47 Episoden)